# Aspidoscelis maxima
Aspidoscelis maxima là một loài thằn lằn trong họ Teiidae. Loài này được Cope mô tả khoa học đầu tiên năm 1864.